# 30 Draconis
30 Draconis är en misstänkt variabel (VAR) i stjärnbilden Draken.
30 Dra varierar mellan visuell magnitud +5,02 och 5,08 utan någon fastställd periodicitet.